# 2018年平昌オリンピックのイギリス選手団
2018年平昌オリンピックのイギリス選手団（2018ねんピョンチャンオリンピックのイギリスせんしゅだん）は、2018年2月9日から23日まで大韓民国江原道平昌で開催された2018年平昌オリンピックのイギリス選手団、およびその競技結果。

## メダル
| メダル | 選手名               | 競技                 | 種目                 |
| ------ | -------------------- | -------------------- | -------------------- |
| 金     | リジー・ヤーノルド   | スケルトン           | 女子                 |
| 銅     | ドミニク・パーソンズ | スケルトン           | 男子                 |
| 銅     | イサベル・アトキン   | フリースタイルスキー | 女子スロープスタイル |
| 銅     | ローラ・ディーズ     | スケルトン           | 女子                 |
| 銅     | ビリー・モーガン     | スノーボード         | 男子ビッグエア       |

## カーリング
- 男子
- 女子